# قنرل
في الأساطير التركية، القُنرُل (الأذرية: Qonrul، قنرل، Гонрул) طائرة معمرة تتجدد دوريًا أو تولد من جديد، كما يفعل طائر الفينيق.

## الوصف
تصور قنرل كطائر عملاق بما فيه الكفاية لحمل فيل. تبدو كطاووس مع رأس كلب ومخالب أسد. و أحيانًا مع وجه إنسان. لها عداوة تجاه الثعابين وموطنها الطبيعي هو مكان فيه الكثير من الماء. يقال أن ريشها بلون النحاس.

### طغرل
تملك قنرل أيضًا أخ توأم اسمه طغرل. في أحد الروايات ينقذ البطل ذرية قنرل عن طريق قتل الثعبان الذي كان يزحف إلى الشجرة ليأكلها. كمكافأة، تعطيه القنرل ثلاثة من ريشاتها التي يستخدمها البطل لاستدعائها للحصول على المساعدة عن طريق حرقهم. في وقت لاحق ، تحمله قنرل إلى أرض بعيدة. في رواية أخرى، تحمل قنرل البطل من سجين.